# Жигулівський заповідник
53°24′54″ пн. ш. 49°49′17″ сх. д. / 53.415° пн. ш. 49.82138889° сх. д.
Жигулівський заповідник (рос. Жигулёвский им. И. И. Спрыгина) — заповідник, розташований на Самарській Луці у Самарській області, Росія, де річка Волга огинає Жигулі.
Заповідник розташований у Ставропольському районі Самарської області.

В 2007 році Жигулівський заповідник був доданий до складу Середньоволзького біосферного заповідника разом з розташованим поруч національним парком Самарська Лука.

## Топографія
Жигулівський заповідник охоплює північ середньої частини півострова Самарська Лука.
На півночі межує з Куйбишевським водосховищем річки Волги, а на заході, півдні та сході межує з національним парком «Самарська Лука».
Вся місцевість — низькі гори, з невеликими ділянками низинного лісу та узбережжям на водосховищі.
Гори у межах заповідника поступово збільшується від 250 м заввишки на заході до 371 м у центрі, потім зменшується до 250 м на сході.
Гори порізані двома долинами: Бахиловою Поляною та яром.

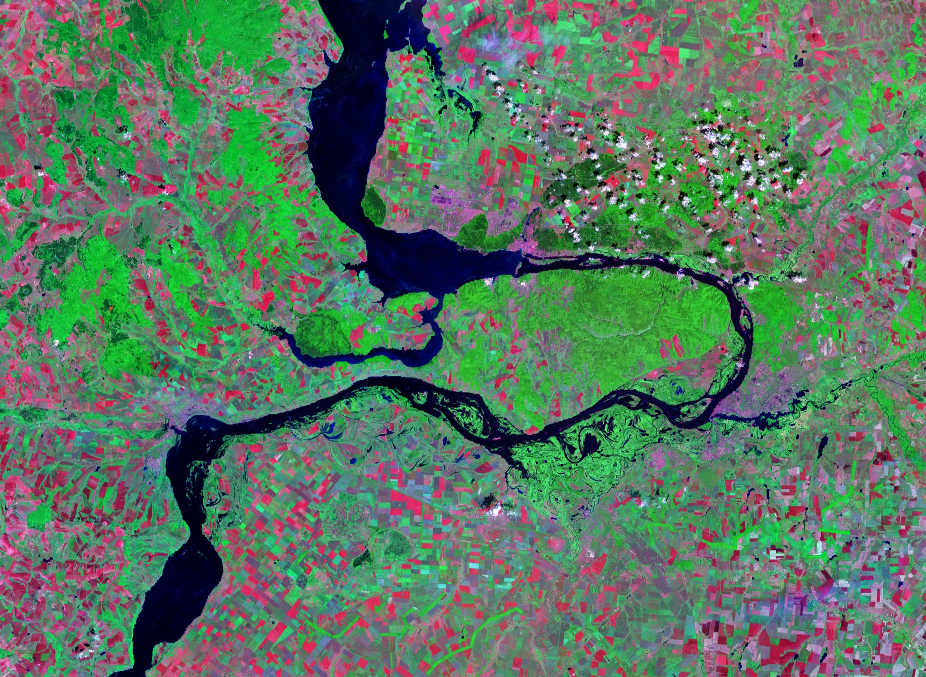
Супутникова світлина Самарської Луки. Жигулівський заповідник — темно-зеленим на північно-центральній частині півострова

.

## Клімат та екорегіон
Жигулі розташовані у східноєвропейському лісостеповому екорегіоні.
Цей екорегіон є перехідною зоною між широколистяними лісами на півночі та степом на півдні;
для нього характерна мозаїка лісів, степових і прирічкових водно-болотних угідь.

Клімат Жигулів — вологий континентальний клімат, з теплим літом (класифікація клімату Кеппена (Dfb)).
Цей клімат характеризується великими коливаннями температури, як добовими, так і сезонними, з м'яким літом і холодною сніжною зимою.

## Флора і фауна
Заповідник на 94 % вкритий мішаними хвойно-листяними та широколистяними лісами.
Решта — луковий степ та різнотравні луки.
Вапнякові та крейдяні гори підтримують займають степові соснові ліси з вкрапленнями степу, сфагнових боліт, заплавними дубовими та осокорево-ветловими лісами, заростями верб. 
Біорізноманіття велике і наповнене невеликою територією: хоча Жигулі займають лише 0,16 % Самарської області, воно містить понад 1000 з 1500 видів вищих рослин регіону.[2]
50 видів рослин на цьому терені є реліктами, що збереглися від попередніх геологічних віків.
Серед ссавців заповідник мають великою кількість та різноманітність дрібні гризуни, таких як рижа полівка та жовтошия миша.